# 定旋律
定旋律（ていせんりつ、ラテン語: Cantus firmus）とは、多声音楽の作曲の基礎として既存の旋律を用いること。定旋律に使われる旋律は、しばしば長い音符にして取り出される。
定旋律を用いた作曲は、中世の音楽においては、オルガヌムや、13～14世紀のモテットの基礎となった。これらのポリフォニーにおいて、もともと定旋律は常にグレゴリオ聖歌から採られ、旋律素材は長い音符による動きに固定され、その周りに、いくつかの旋律線がより装飾的かつ自由に動くようにして作曲された。（このような定旋律は、通常テノル声部に配置された。テノルとは、ラテン語で「保つこと」を意味する動詞 tenere に由来する。）
初期ルネサンス音楽の作曲家は、定旋律の利用に別の手法を試みた。これを各声部において対位法的な主題として導入したり、これにさまざまなリズムを加えて用いたり、あるいは宗教曲においてさえ、定旋律に世俗歌曲の旋律を転用したりした。
世俗音楽に由来する定旋律として最も広く流布したのは、おそらく「ロム・アルメ」の旋律であろう。これを利用した楽曲は30以上が知られている。草創期のルネサンス音楽の巨匠は、少なくとも1度はこの旋律によってミサ曲を作曲しており、この慣習は17世紀になるまで続いた。遅い作例はカリッシミのミサ曲《ロム・アルメ》がある。
なお、ヨーロッパ大陸ではシャンソン《手に負えぬ運命の女神よ Fortuna Desperata》（ビュノワ作曲）や《千々の悲しみ  Mille regretz》（ジョスカン作曲?）が、イングランドでは俗謡《西風 The westron wynde》がミサ曲の作曲に好まれた。《千々の悲しみ》はカール5世が愛したために、スペインではこの定旋律を「皇帝の歌」と呼び、器楽曲の作曲などにも利用している。
定旋律による作曲法は、フックスの著書『グラドゥス・アド・パルナッスム（パルナッソス山への階梯）』において欠かすことのできない指導手段であり、対位法指南書の根幹を成している。
ドイツのバロック音楽の作曲家、たとえばバッハは、グレゴリオ聖歌に代わってコラールの旋律を定旋律に利用した。バッハの《マタイ受難曲》の開始楽章では、コラール《おお、穢れなき神の子羊 O Lamm Gottes, unschuldig》が長い音符で現われ、「リピエーノによる」少年たちの分割合唱によって歌われる。バッハのコラール前奏曲は、ペダルパートにコラールの旋律が含まれている。